# Saltrio
Saltrio est une commune italienne de la province de Varèse dans la région Lombardie en Italie.

## Toponyme
Provient du latin saltus : bois au diminutif saltulus, avec transformation de -l- en -r-.

## Administration
| Période                                  | Période  | Identité        | Étiquette | Qualité  |
| ---------------------------------------- | -------- | --------------- | --------- | -------- |
| 30/5/2006                                | En cours | Giuseppe Franzi |           | géomètre |
| Les données manquantes sont à compléter. |          |                 |           |          |

### Hameaux
Malpensata, Casa oro, Grasso, Monte Pravello (o P.ne d'Arzo), Sassello, Crotto del Centro, Logaccio

## Voir aussi

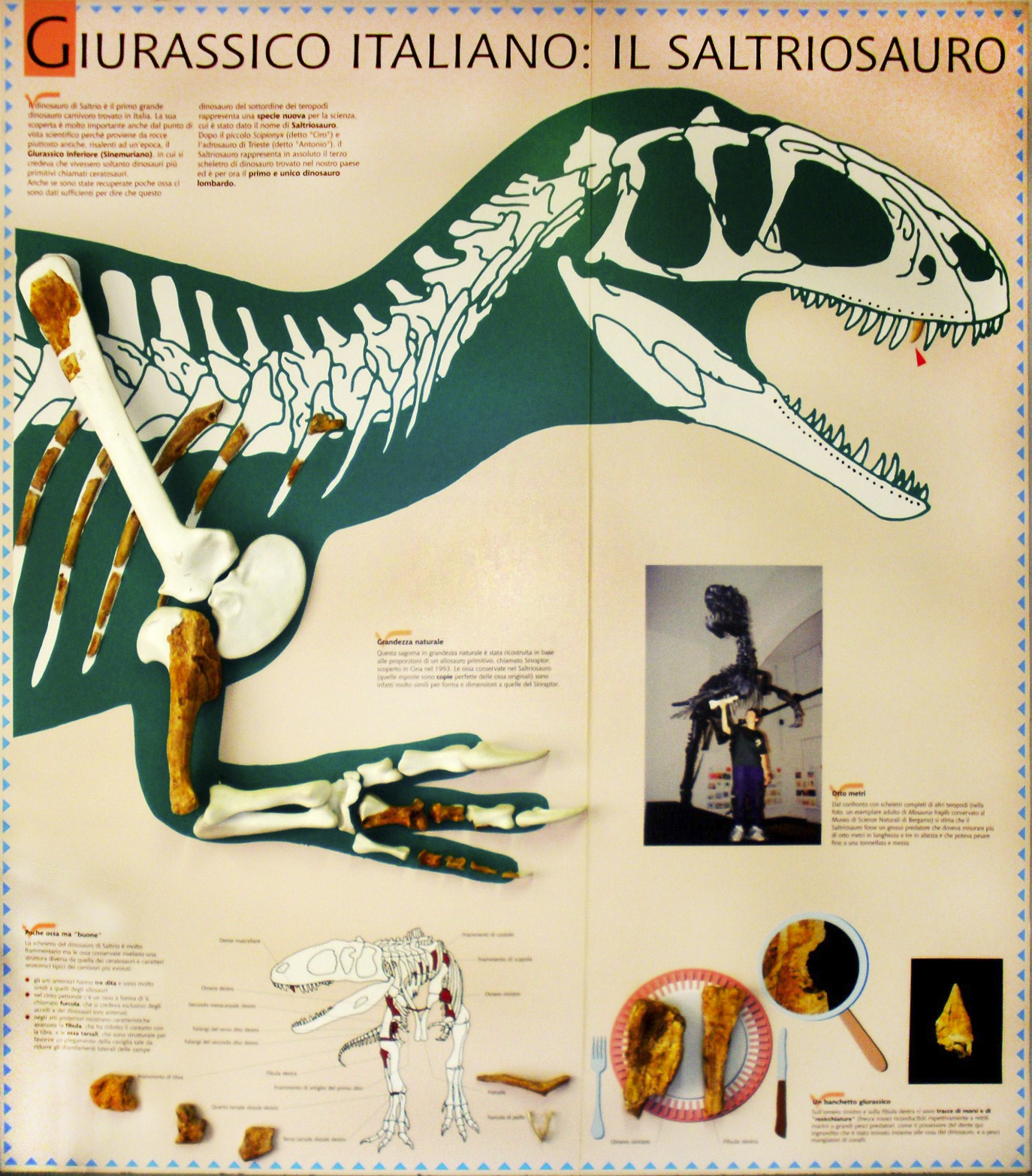